# كالوم سميث
كالوم سميث (23 أبريل 1990 بليفربول في المملكة المتحدة - ) (بالإنجليزية: Callum Smith) هو ملاكم بريطاني، صنّف ضمن فئة الوزن المتوسط السوبر ‏.

## إحصائيات
خاض خلال مسيرته 33 نزالا، فاز في 31 ولم يخسر. فاز بالضربة القاضية في 22 نزالا.

## روابط خارجية
- كالوم سميث على موقع بوكس ريك (الإنجليزية) (registration required)
- كالوم سميث على موقع Tapology.com (الإنجليزية)
- كالوم سميث على موقع اتحاد ألعاب الكومنولث (مؤرشف) (الإنجليزية)